# دنيس ألاس
دنيس ألاس (بالإسبانية: Dennis Alas)‏ هو لاعب كرة قدم سلفادوري في مركز الوسط، ولد في 10 يناير 1985 في سان سلفادور في السلفادور. شارك مع منتخب السلفادور لكرة القدم. أما مع النوادي، فقد لعب مع نادي لويس أنخيل فيربو.

## وصلات خارجية
- دنيس ألاس على موقع الاتحاد الدولي (مؤرشف)  (الإنجليزية)
- دنيس ألاس على موقع قاعدة بيانات كرة القدم.إي يو (الإنجليزية)
- دنيس ألاس على موقع ناشيونال فوتبول تيمز (الإنجليزية)
- دنيس ألاس على موقع Soccerway.com (الإنجليزية)